# Luca Attanasio (diplomatico)
Luca Attanasio (Saronno, 23 maggio 1977 – Goma, 22 febbraio 2021) è stato un diplomatico italiano, ambasciatore nella Repubblica Democratica del Congo dal 5 settembre 2017 fino alla sua morte per le ferite riportate nell’agguato presso il villaggio di Kibumba, vicino alla città di Goma.

## Biografia
Nato a Saronno (VA) nel 1977, da Salvatore, originario di Taranto, da cui era emigrato in cerca di lavoro, è cresciuto a Limbiate. Nel 2001 si è laureato con lode all'Università commerciale Luigi Bocconi di Milano e, dopo aver frequentato un corso di preparazione presso l'ISPI, è stato ammesso alla carriera diplomatica nel 2003. Entrato nel ministero degli affari esteri e della cooperazione internazionale, è stato assegnato alla direzione per gli affari economici, ufficio sostegno alle imprese, segnatamente alla segreteria della direzione generale per l'Africa, diventando poi vice capo della segreteria del sottosegretario di Stato con delega per l'Africa e la cooperazione internazionale nel 2004.
Dal 2006 al 2010 ha lavorato presso l'ambasciata italiana di Berna come capo dell'ufficio economico e commerciale. Dal 2010 al 2013 ha ricoperto il ruolo di console generale reggente a Casablanca, per poi assumere, nel 2013, l'incarico di capo segreteria della Direzione generale per la mondializzazione e le questioni globali presso il Ministero degli esteri. Nel 2015 è stato nominato primo consigliere dell'ambasciata d'Italia ad Abuja in Nigeria.
Il 5 settembre 2017, a soli 40 anni, ricoprendo il grado di consigliere di legazione, si è insediato come capo missione a Kinshasa, nella Repubblica Democratica del Congo, alla cui guida è riconfermato nell'ottobre 2019 come ambasciatore straordinario e plenipotenziario. Sensibile alle varie emergenze sociali del continente africano, nonché attivo in molti programmi di aiuto promossi dalla Comunità di Sant'Egidio, nel 2020 ha ricevuto il Premio internazionale Nassiriya per la Pace «per il suo impegno volto alla salvaguardia della pace tra i popoli».
In marzo gli è stato tributato il premio ISPI 2021 con una cerimonia alla quale hanno partecipato alte figure istituzionali, che hanno omaggiato l'opera e la carriera diplomatica di Luca Attanasio.

### Agguato
Il 22 febbraio 2021 il convoglio del Programma alimentare mondiale diretto a Rutshuru, sul quale Attanasio viaggiava assieme ad altre sei persone legate alla MONUSCO (missione delle Nazioni Unite per la stabilizzazione della Repubblica Democratica del Congo), giunto nei pressi di Kibumba, a nord di Goma, vicino al parco nazionale dei Virunga e al confine con il Ruanda, è stato attaccato da alcuni uomini armati di fucili mitragliatori, in un tentativo di rapimento, poi fallito. Ferito gravemente all'addome, Attanasio è morto poco dopo presso l'ospedale dell'ONU di Goma. Oltre al diplomatico, sono rimasti uccisi l'autista del convoglio Mustapha Milambo e il carabiniere della scorta, Vittorio Iacovacci, 30 anni, originario di Sonnino, in provincia di Latina.
Le salme di Attanasio e Iacovacci hanno fatto ritorno in Italia la notte del 23 febbraio, accolte all'aeroporto di Ciampino dal presidente del Consiglio e dai ministri degli affari esteri e della difesa. I funerali di Stato, officiati nella basilica di Santa Maria degli Angeli e dei Martiri a Roma dal cardinale Angelo De Donatis, vicario generale di Sua Santità per la diocesi di Roma, si sono tenuti il 25 febbraio alla presenza delle massime cariche istituzionali. Il 20 dicembre 2021 il presidente Mattarella ha consegnato alla figlia Sofia la Gran Croce d'Onore dell'Ordine della Stella d'Italia con cui è stato decorato postumo.
Le Forze Democratiche per la liberazione del Ruanda, accusate dal governo congolese di aver portato avanti l'attacco, ne hanno preso le distanze, condannandolo.
Attanasio è il primo ambasciatore italiano ad essere ucciso nell'adempimento delle sue funzioni e il secondo diplomatico straniero a rimanere vittima di un attacco mortale nella Repubblica Democratica del Congo, dopo l'assassinio del parigrado francese Philippe Bernard nel 1993.
Nel 2024 viene realizzato un podcast in sua memoria, dal titolo L'ambasciatore straordinario. Storia di Luca Attanasio.

## Vita privata
Si sposò nel 2015 con Zakia Seddiki, originaria del Marocco, con la quale ebbe 3 figlie. Nel 2017 avevano fondato a Kinshasa l'ONG Mama Sofia.